# 白婆帝
白婆帝（?—?），长寿天亲可汗敦莫贺达干在位时回鹘汗国宰相。
白婆帝与胡禄都督敦莫贺达干随叶护太子入唐朝，与李泌在彭原接触，受到礼遇。780年，唐代宗病逝，唐德宗继位，派宦官梁文秀为使到回纥告丧，以修旧好。牟羽可汗移地健，乘唐朝国丧南伐，敦莫贺达干苦劝不听。白婆帝协助敦莫贺达干杀死可汗移地健及其亲信二千人。敦莫贺达干自立为合骨咄禄毗伽可汗，擢升白婆帝为宰相。787年，力劝可汗派使者到唐朝求和亲。